# Fekete nadálytő
A fekete nadálytő (Symphytum officinale), népies nevén forrasztófű, összeforrasztófű, sarkosfű, összeplántálófű, nadálygyökér, madárgyökér vagy feketegyökér a borágófélék (Boraginaceae) családjába tartozó növényfaj.

## Elterjedése
Magyarországon többek közt a Hevesi Füves Puszták Tájvédelmi Körzet területén él.

## Jellemzése
Évelő növény, a nedves helyeket kedveli, réteken vizes gödrökben gyakran előfordul. Gyökerei 2,5–3 cm átmérőjűek, mélyen helyezkednek el a talajban, színük sötétbarna vagy fekete, felvágva belül fehér, esetleg sárga, nyálkás tapintású. A szár alul dúsan elágazó, a szárlevelek nyélrefutók. Levele széles, érdes, hegyes csúcsokban végződik, bogernyős virágzata bíbor vagy rózsaszín, esetleg sárgásfehér. Egész nyáron virágzik.
A gyökereket tavasszal vagy ősszel, leveleit virágzáskor kell gyűjteni, és körültekintően szárítani.

## Felhasználás

### Hatóanyagok

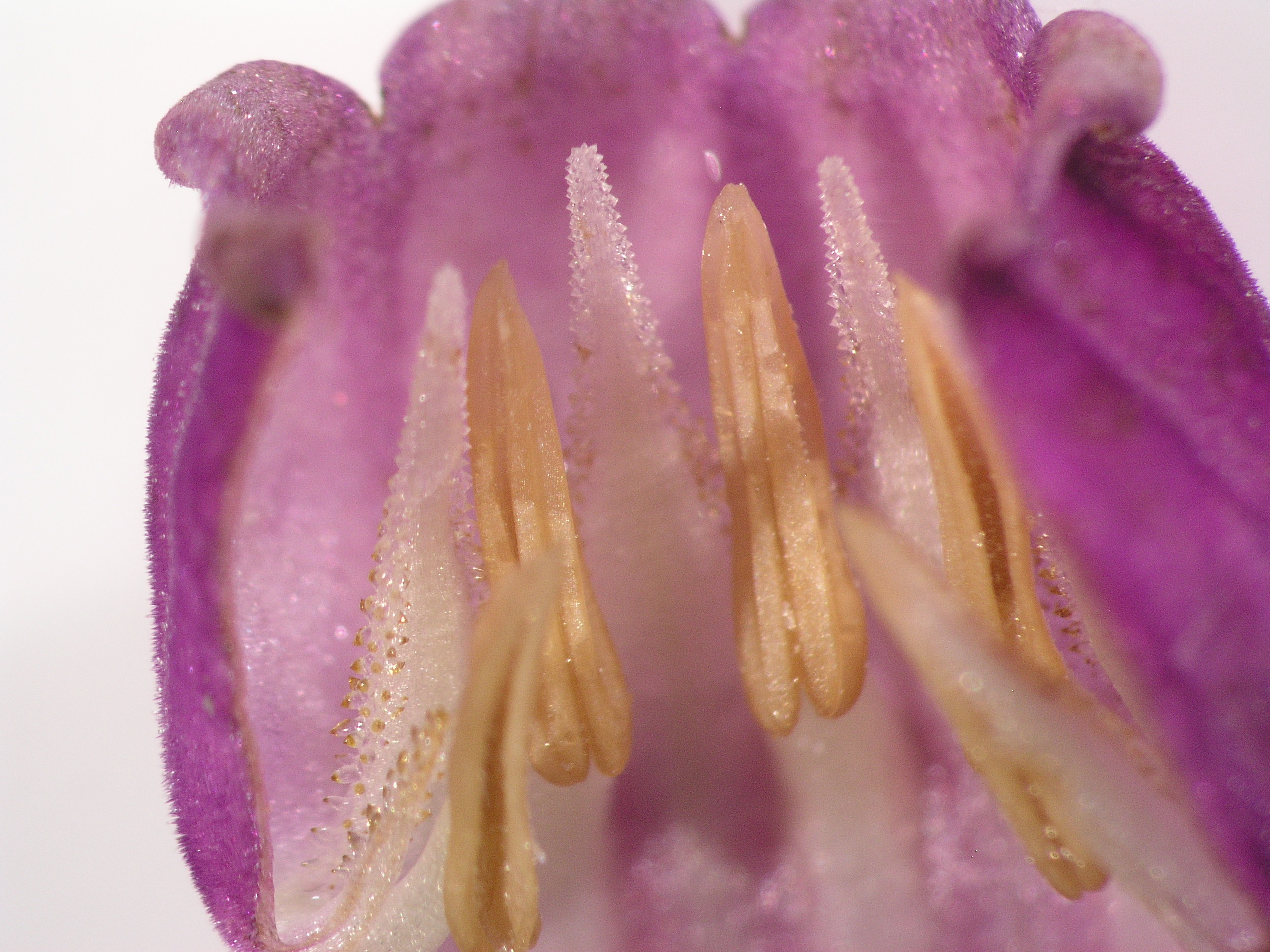
A fekete nadálytő virága

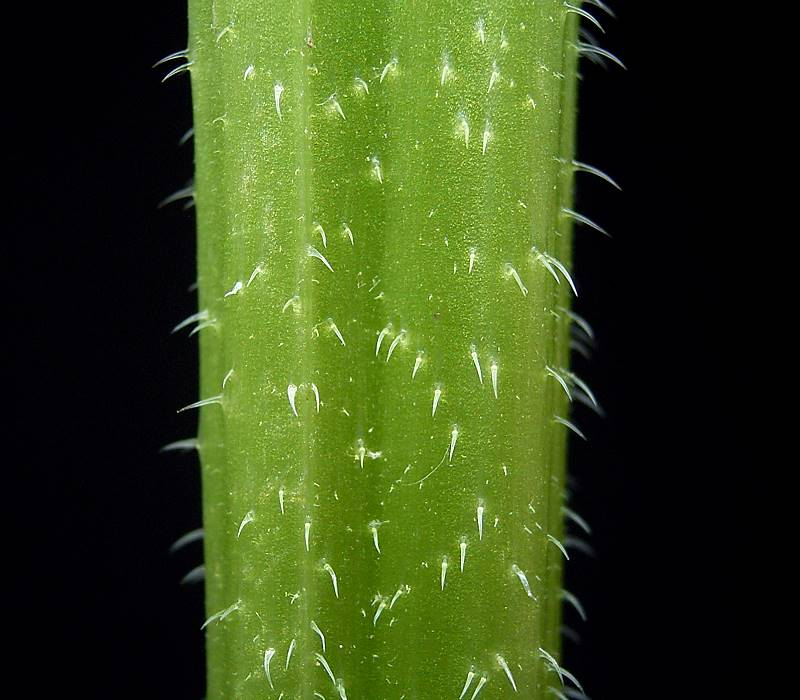
A szár sörtéi

Mérgező pirrolizidin alkaloidokat tartalmaz, amelyek a gyomorban és a bőrön keresztül könnyen felszívódnak és megnövelik a végzetes májmérgezés veszélyét. 2001-ben az amerikai US Food and Drug Administration és a Federal Trade Commission betiltotta a fekete nadálytőből készült termékek forgalmazását a lehetséges mérgező hatásuk miatt, de szerepel az OGYÉI  tiltólistáján is. Egy 2018-as, a fekete nadálytőben lévő pirrolizidin alkaloidokról szóló átfogó tanulmány általános, emberre és állatra veszélyes mérgező hatást állapított meg.

### Népi felhasználása
Friss levelét levélborogatásként, szárítottan, illetve ülőfürdő készítéséhez; gyökerét frissen és szárítva, de porrá őrölve is lehet használni borogatásnak; tinktúra, esszencia, vagy kenőcs is készülhet belőle. Belsőleg (pl. teaként) nem ajánlott, mivel a májra mérgező (toxikus) hatású pirrolizidin-alkaloidot tartalmaz. A borogatás nyílt sebre nem használható. Alkalmazása terhesség alatt ellenjavallt. Borogatásként segíti az eltört csontok összeforradását.[forrás?]

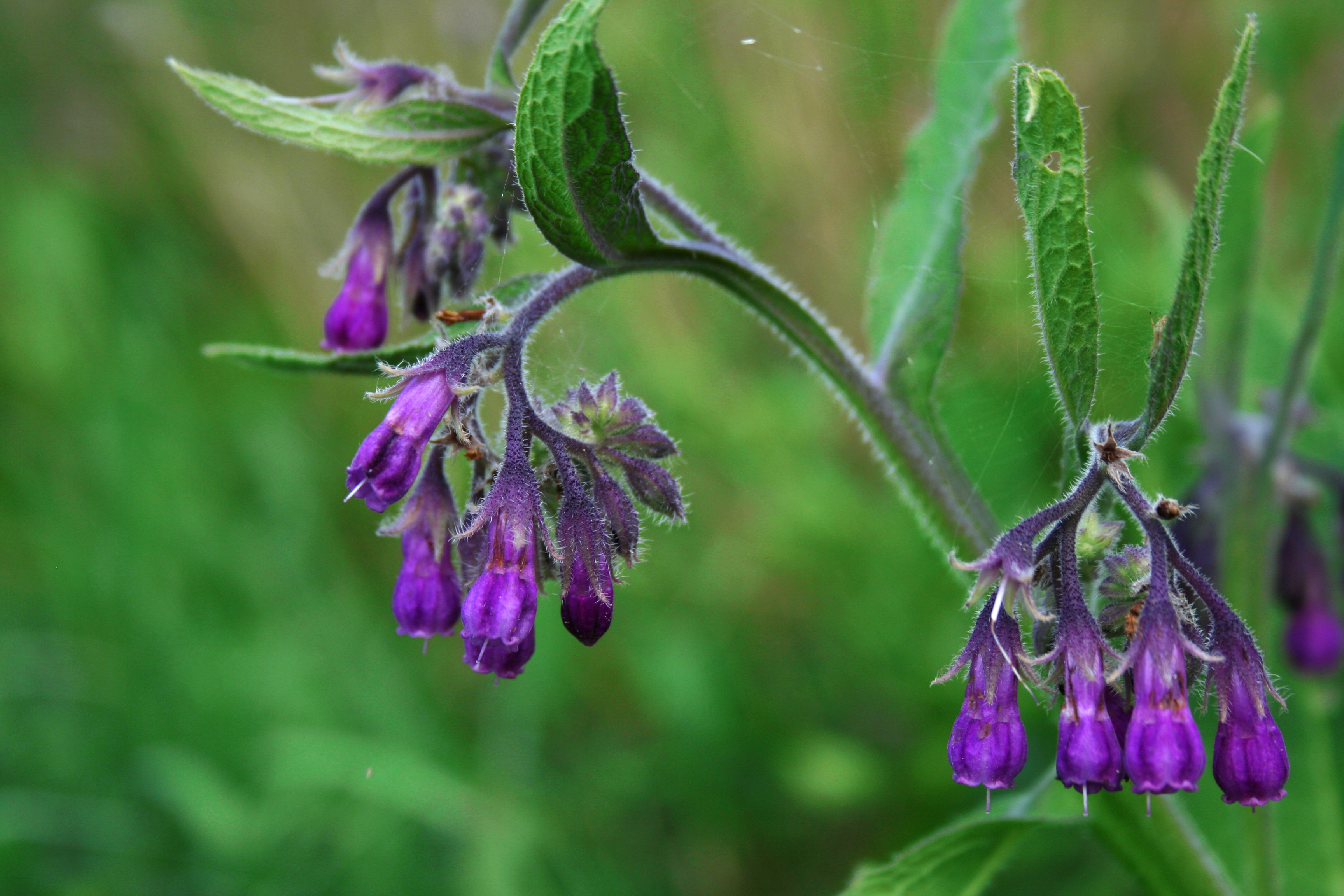
Virágzó fekete nadálytő Hollókő közelében

A népi gyógyászatban sokféle célra használják, külsőleg kitűnő hatása van a fekélyekre és a csonttörésekre, égési és más sérülésekre, duzzanatok borogatására.
Hatásos szer még a reuma, ízületi gyulladás, megerőltetés, csontfájdalmak, sebek, vérömlenyek, zúzódások, ficam, rándulás, bénult végtagok fájdalmainak enyhítésére, de tüdőbetegségek kezelésére is.
Levél forrázata: fürdőbe, arclemosóba téve bőrlágyító hatású. Egyes készítmények (például a lóbalzsam) a gyógyszertárakban is beszerezhetők. 2013-ban egy klinikai tanulmány kimutatta, hogy a vélelmezett gyógyhatást bemutató kutatás nagyon megbízhatatlan és nem igazolható hitelesen a hatásossága és a biztonságossága. Európában 2015-ben nem használták belsőleg és a külsőleges használata során is májmérgezés veszélye merült fel.